# György Mór
György Mór, 1905-ig Geiger, névváltozat: Geiger A. Mór, Garai Mór (Szabadka, 1851. december 5. – 1929. január. 1.) zeneszerző, földbirtokos.

## Pályafutása
Geiger Adolf (1814–1895) nagybirtokos és Rosenthal Mari gyermekeként született. Apja jelentős összeggel támogatta a szabadkai zsinagóga megépítését és a hitközség részére adományozott birtokrészén épült fel később az épület.
Gyermekkorától kezdve jó módban élt, ezért gondos nevelésben részesült és zenei tehetségénél fogva pályáján is hamar sikereket ért el. Mintegy 200 kisebb zenemű és 6 operettje fűződik a nevéhez, annak ellenére, hogy vak volt. 1878-ban Az Apolló című zenemű folyóirat munkatársa volt. Később a Táborszky és Parsch Kiadónál, a Rózsavölgyi és Társa Kiadónál, majd a Rózsavölgyi zenemű kereskedésekben jelentek meg zeneművei: Noblesse oblige, keringő (1883), Fantasie sur melodies Hebraiques (1884) stb. Ezeken kívül több zenekari művet és nyitányt irt, amelyeket hangversenyeken adtak elő. 1909. január 5-én Szabadkán ünnepelte 40 éves zeneszerzői jubileumát. Alelnöke, majd elnöke volt a szabadkai izraelita hitközségnek és elnöke a helyi Chevrá Kádisának.

## Családja
Első házastársa Wolfinger Berta (1857–1883), második felesége Lederer Teréz volt, akit 1885-ben Kunmadarason vett nőül.
Gyermekei:
- Geiger Ilona (1876–1951).[12] Férje Lichtschein Dezső földbirtokos.
- Geiger Jenő (1878–?) nagybirtokos. Felesége Sándor Katalin.
- György Mátyás (1887–1944?). Felesége Rothbarth Renée.
- György Mária Eszter (1893–?). Férje Révész Béla (1877–1939) gyárigazgató.
- György Erzsébet (1895–1929). Első férje Pauncz Alfréd (1887–1920) kereskedő, 2. férje Tállyai Róth Miklós (1884–1944) belgyógyász, tüdőgyógyász.
- dr. György Imre

## Művei
- Trójai háború (operett, tizenhét éves korában írta. Színre került Szabadkán.)
- Midas király élete (operett egy felvonásban, 1879)
- Udvari kaland (operett 3 felvonásban, szövegét írta: Rátkai Sándor. Bemutató: 1903. március 28., Temesvár és 1903. április 20., Budai Színkör)
- Trónörökös (operett, bemutató: 1916. március, Szabadka)